# Klaus Freitag
Klaus Freitag (* 29. August 1964 in Dillenburg) ist ein deutscher Althistoriker.
Klaus Freitag legte am Gymnasium am Rosterberg (heute Peter-Paul-Rubens-Gymnasium) im Jahr 1984 das Abitur ab. Er studierte von 1985 bis 1992 die Fächer Alte Geschichte, Politikwissenschaft sowie Neuere und Neueste Geschichte an den Universitäten Siegen und Münster. In seiner 1992 abgeschlossenen Magisterarbeit befasste er sich mit der Geschichte und Topographie von Oiniadai, einer Stadt in Akarnanien. Seine Promotion erfolgte 1997 in Alter Geschichte über das Thema Der Korinthische Golf als antiker Lebensbereich.
Von 1996 bis 1998 war Freitag wissenschaftlicher Mitarbeiter am Seminar für Alte Geschichte in Münster. Anschließend war er dort in der Zeit von 1998 bis 2004 als wissenschaftlicher Assistent von Peter Funke tätig. Im Jahr 2004 habilitierte sich Freitag über das Thema Studien zum Verhältnis von Kult, Heiligtum und Politik in den griechischen Bundesstaaten der hellenistisch-römischen Zeit. Die Arbeit blieb unpubliziert. Er wurde im selben Jahr zum Hochschuldozenten am Seminar für Alte Geschichte in Münster ernannt. Seit 2009 ist er Lehrstuhlinhaber für Alte Geschichte an der RWTH Aachen.
Sein Forschungsschwerpunkt ist die griechische Geschichte von den Anfängen bis in die römische Kaiserzeit, insbesondere die griechischen Bundesstaaten und die historische Landeskunde des antiken Griechenlands.

## Schriften (Auswahl)
Monografien
- Der Golf von Korinth. Historisch-topographische Untersuchungen von der Archaik bis in das 1. Jh. v. Chr (= Quellen und Forschungen zur antiken Welt. Bd. 34). tuduv-Verl.-Gesellschaft, München 2005, ISBN 3-88073-574-3 (zugleich Dissertation, Münster 1997).

Herausgeberschaften
- mit Peter Funke, Matthias Haake: Kult – Politik – Ethnos. Überregionale Heiligtümer im Spannungsfeld von Kult und Politik (= Historia. Bd. 189). Steiner, Stuttgart 2006, ISBN 3-515-08718-4.
- mit Christoph Michels: Athen und/oder Alexandreia? Aspekte von Identität und Ethnizität im hellenistischen Griechenland. Böhlau, Köln u. a. 2014, ISBN 978-3-412-22255-0.
- mit Matthias Haake: Griechische Heiligtümer als Handlungsorte. Zur Multifunktionalität supralokaler Heiligtümer von der frühen Archaik bis in die römische Kaiserzeit. Steiner, Stuttgart 2019, ISBN 978-3-515-12389-1.